# Vidikovac (Belgrado)
Vidikovac (in serbo Видиковац?) è un quartiere urbano della capitale serba di Belgrado. Si trova nel comune di Rakovica a Belgrado.

## Posizione
Il quartiere si trova al confine dei comuni di Čukarica e Rakovica, ad un'altitudine di 190-195 metri sopra il livello del mare.
Vidikovac si trova sulla cima della collina omonima, nella parte orientale del comune al confine con il comune di Čukarica, lungo la strada Ibarska magistrala. Confina a ovest con i quartieri di Rakovica, a sud con Kneževac, a sud con Labudovo Brdo e a nord con Cerak Vinogradi. A ovest, attraverso la Ibarska magistrala, la zona è prevalentemente non urbanizzata. A Vidikovac c'è una scuola intitolata allo scrittore Branko Ćopić.

## Caratteristiche
Il nome della collina e del quartiere, Vidikovac, in serbo significa belvedere, punto di osservazione. 
Vidikovac è progettato come una serie di grattacieli (fino a 24 piani) costruiti in piccoli cerchi concentrici all'interno di cerchi più grandi rappresentati da strade circolari.
La via principale che attraversa il quartiere è Vidikovački venac ("la corona di Vidikovac"), la Patrijarha Joanikija attraversa il centro del quartiere, mentre Ibarska magistrala e la via Pilota Mihaila Petrovića ne costituiscono il confine esterno.
La zona è residenziale con un settore commerciale in forte sviluppo dagli anni '90. C'è un ristorante McDonald's nel quartiere con il centro commerciale adiacente e di fronte c'è l'Ibarska magistrala, una centrale termica utilizzata per il riscaldamento locale. 
Nel 2002 la popolazione di Vidikovac era di 16.098.

## Storia
Il punto panoramico venne costruito alla fine degli anni '70 tra i quartieri di Labudovo Brdo e Cerak. Il nome del quartiere deriva dalla posizione da cui si può ammirare gran parte della parte orientale di Belgrado. Gran parte del quartiere venne progettata dagli architetti Mihailo Čanak e Aleksandar Đokić.
A causa della sua vicinanza alla collina di Straževica, esposta quasi quotidianamente ad attacchi missilistici, il quartiere fu gravemente colpito dagli effetti dei bombardamenti NATO del 1999 e uno degli ordigni inesplosi finì nei pressi di un centro commerciale.
Negli ultimi anni a Vidikovac si è verificata un'intensa attività di costruzione di edifici commerciali e residenziali.

## Trasporti
Il quartiere è raggiungibile con le seguenti linee di trasporto pubblico (GSP):
- Linea 23: Vidikovac - Karaburma 2;[2]
- Linea 53: Vidikovac - Zeleni Venac;[3]
- Linea 59: Slavija /Birčaninova - Petlovo Brdo;[4]
- Linea 89: Novi Beograd/Blok 72 — Vidikovac;[5]
- Linea 504: Vidikovac — Resnik/Železnička Stanica;[6]
- Linea 521: Vidikovac — Železnik /Taraiš;[7]
- Linea 534: Cerak Vinogradi — Ripanj /Groblje;[8]